# سور بز (فیلم)
سور بز (به انگلیسی: The Feast of the Goat) یک فیلم درام محصول مشترک اسپانیا، جمهوری دومینیکن و بریتانیا در سال ۲۰۰۵ به کارگردانی لوئیس یوسا با بازی توماس میلیان در نقش رافائل لئونیداس تروخیو و دیگر بازیگران اصلی ایزابلا روسلینی، پل فریمن، خوان دیه‌گو بوتو و استفانی لئونیداس است. همچنین این فیلم بر اساس رمان سال ۲۰۰۰ ماریو بارگاس یوسا به همین نام می‌باشد.

## خلاصه داستان
اورانیا کابرال (ایزابلا روسلینی) پس از چندین سال به سانتو دومینگو بازمی‌گردد و رابطه خود و خانواده‌اش را با رافائل لئونیداس تروخیو (توماس میلیان) دومینیکن به یاد می‌آورد.